# Henryk Waniek

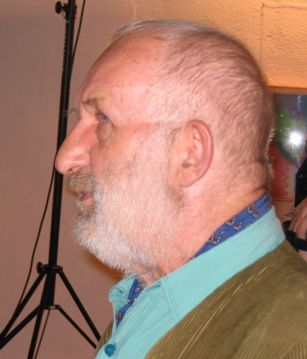
Henryk Waniek

Henryk Waniek (* 4. März 1942 in Oświęcim) ist ein polnischer Maler, Bühnenbildner, Schriftsteller, Kunstkritiker und Essayist.
Waniek wurde als surrealistischer Maler bekannt. In seinen häufig symmetrisch oder konzentrisch geordneten Bildern finden sich zahlreiche traditionelle Symbole wie Fenster, Kelche, Leitern, Teufel, Regenbögen, Sternschnuppen. Er selbst spricht von einer magischen Beschreibung der Welt. Seine Gemälde wurden in mehr als 50 Einzel- und Gruppenausstellungen in Polen und im Ausland gezeigt und mit mehreren Preisen ausgezeichnet.
Als Essayist wurde er insbesondere durch die Trilogie Hermes w Górach Śląskich (Hermes in Oberschlesien, 1994), Opis podróży mistycznej z Oswięcimia do Zgorzelca 1257–1957 (Beschreibung einer mystischen Reise von Auschwitz nach Görlitz 1257–1957, 1996) und Pitagoras na trawie (Pythagoras auf der Wiese, 1997) bekannt. In Wyprzedaż duchów (Verkauf der Geister, 2007) beschreibt er eine Reise durch das Sudetenland.
Daneben verfasste Waniek auch vier Romane: Dziady berlińskie (Berliner Großväter, 1995), Dziady paryskie (Pariser Großväter, 1998), Finis Silesiae (2003) und  Jak Johannes Kepler jadąc do Żagania na Śląsku zahaczył o księżyc (Wie Johannes Kepler auf der Reise nach Żagań in Schlesien den Mond fing). In Sprawa Hermesa (Der Fall Hermes, 2007) erzählt er die Geschichte des Theologen Hermann Daniel Hermes. Eine Sammlung von Gedichten, Kurzgeschichten und Miniaturen erschien 2013 unter dem Titel Notatnik i modlitewnik drogowy (Notiz- und Gebetbuch des Reisenden). Cmentarz nieśmiertelnych (Friedhof der Unsterblichen, 2015) ist die Geschichte der Künstlerkolonie von Szklarska Poręba. Andrzej Titkow drehte über ihn 1998 den Dokumentarfilm Sztuka błądzenia (Die Kunst des Wanderns).